# NGC 5622
NGC 5622 est une galaxie spirale située dans la constellation du Bouvier. Sa vitesse par rapport au fond diffus cosmologique est de 3 992 ± 9 km/s, ce qui correspond à une distance de Hubble de 58,9 ± 4,1 Mpc (∼192 millions d'al). NGC 5622 a été découverte par l'astronome germano-britannique William Herschel en 1787.
La classe de luminosité de NGC 5622 est II et elle présente une large raie HI. De plus, c'est une galaxie du champ, c'est-à-dire qu'elle n'appartient pas à un amas ou un groupe et qu'elle est donc gravitationnellement isolée. Selon la base de données Simbad, NGC 5622 est une galaxie à noyau actif.
À ce jour, neuf mesures non basées sur le décalage vers le rouge (redshift) donnent une distance de 63,678 ± 11,874 Mpc (∼208 millions d'al), ce qui est à l'intérieur des valeurs de la distance de Hubble. Notons cependant que c'est avec la valeur moyenne des mesures indépendantes, lorsqu'elles existent, que la base de données NASA/IPAC calcule le diamètre d'une galaxie et qu'en conséquence le diamètre de NGC 5622 pourrait être d'environ 30,8 kpc (∼100 000 al) si on utilisait la distance de Hubble pour le calculer.